# Chloroclystis tornospila
Chloroclystis tornospila là một loài bướm đêm trong họ Geometridae.